# Ermita de San José (Adzaneta)
La Ermita de San José  de Adzaneta, en la comarca del Alto Maestrazgo, provincia de Castellón, es un edificio religioso que se encuentra ubicado en la conocida como Partida Pla de Meanes,  junto a uno de los caseríos del extremo norte del término municipal que se disponen alrededor del Pou del Mas, al que se accede unos 8 quilómetros  después de tomar la carretera CV-165 en dirección Villar de Canes, antes de llegar al punto quilométrico 28.
Está reconocida como Bien de Relevancia Local según la Disposición Adicional Quinta de la Ley 5/2007, de 9 de febrero, de la Generalidad Valenciana, de modificación de la Ley 4/1998, de 11 de junio, del Patrimonio Cultural Valenciano (DOCV Núm. 5.449 / 13/02/2007), presentando como código identificador el 12.04.001-006.

## Descripción histórico-artística
Se trata de un edificio datado en el siglo XVIII,  una pequeña ermita, de las pocas dedicadas en Castellón a San José, que se amplió en 1933 cuando se le añadió una sacristía.
En un primer momento la ermita era el centro espiritual de la zona y daba servicio religioso a los pobladores de las abundantes masías que se encontraban dispersas por la zona. Sus reducidas dimensiones, de cuatro metros por tres, le hacen ser una de las más pequeñas del término municipal. Se encuentra en buen estado de conservación, toda ella emblanquecida. La puerta de acceso está elevada y se accede a ella por unos escalones que salvan el desnivel del terreno. Su fachada principal es muy sencilla y presenta como decoración un reloj pintado de sol situado en una de las esquinas de la misma. También dispone de una espadaña con  una única campana  llamada Sant Josep, fundida en 1950 por los Hermanos Roses de Silla. La espadaña se remata con una cruz de hierro.